# Артјом Жога
Артјом Владимирович Жога (рус. Артём Владимирович Жога, укр. Артем Володимирович Жога; 18. јануар 1975) је руски потпуковник и политичар, актуелни командант издвојеног извиђачког батаљона „Спарта“. На овом месту је наследио свог сина Владимира који је убијен у бици за Волноваху 5. марта 2022. године.
Дана 9. маја 2022. године, на Дан победе, Жога се састао са Владимиром Путином у Москви, где му је уручено синовљево одликовање Хероја Руске Федерације.
Прикључио се владајућој Јединственој Русији и након избора 2023. године изабран је за председника Народног савета ДНР.